# Уразметьевское сельское поселение
Уразметьевское се́льское поселе́ние — муниципальное образование в Муслюмовском районе Татарстана Российской Федерации.
Административный центр — село Уразметьево.

## История
Статус и границы сельского поселения установлены Законом Республики Татарстан от 31 января 2005 года № 30-ЗРТ «Об установлении границ территорий и статусе муниципального образования "Муслюмовский муниципальный район" и муниципальных образований в его составе».

## Население
| 2010 | 2011 | 2012 | 2013 | 2014 | 2015 | 2016 |
| ---- | ---- | ---- | ---- | ---- | ---- | ---- |
| 511  | ↘509 | ↘499 | ↘473 | ↘450 | ↘437 | ↘427 |
| 2017 | 2018 |      |      |      |      |      |
| ↘403 | ↘380 |      |      |      |      |      |

## Состав сельского поселения
| № | Населённый пункт | Тип населённого пункта       | Население |
| - | ---------------- | ---------------------------- | --------- |
| 1 | Буляк            | село                         |           |
| 2 | Сикия            | деревня                      |           |
| 3 | Уразметьево      | село, административный центр |           |
| 4 | Чишма            | село                         |           |